# Horse Riding EP
『Horse Riding EP』（ホース ライディング イーピー）は、the HIATUSの3枚目のEP（シングル）。ユニバーサル ミュージック ジャパンの社内レーベルのNAYUTAWAVE RECORDSから2013年7月31日に発売された。 

## 概要
the HIATUSのユニバーサル ミュージック ジャパン移籍後初のシングルで、オリジナル音源としてはアルバム『A World Of Pandemonium』以来、約1年8カ月ぶりとなる作品。CDには「Horse Riding」「Don't Follow The Crowd」「Waiting For The Sun」の3曲が収められ、表題曲「Horse Riding」にはミュージック・ビデオが制作された。アルバムパッケージは紙ジャケット仕様で発売された。アートワークには、ピーター・ブリューゲルの「叛逆天使の墜落」が使われている。
バンドから堀江博久が脱退し、代わって伊澤一葉が加わってから初めてのまとまったレコーディング。また、細美によるとキーボーディストだが基本的にシンセサイザーを弾かない伊澤が加わったことで、生ピアノの比重が増えているという。また前任の堀江が空いているところに音を置いて行くようなタイプだったのに対して、伊澤は自分の方から積極的に入って行くタイプなのでバンドにおける鍵盤の役割も変わっているという。

## 収録曲
| 全作詞: 細美武士、全作曲: the HIATUS。 |                            |          |            |      |
| #                                      | タイトル                   | 作詞     | 作曲・編曲 | 時間 |
| 1.                                     | 「Horse Riding」           | 細美武士 | the HIATUS | 4:12 |
| 2.                                     | 「Don't Follow The Crowd」 | 細美武士 | the HIATUS | 4:26 |
| 3.                                     | 「Waiting For The Sun」    | 細美武士 | the HIATUS | 4:50 |